# 塔利利伊
49°31′3″N 29°3′53″E / 49.51750°N 29.06472°E
塔利利伊（烏克蘭語：Талалаї），是烏克蘭的村落，位於該國西南部文尼察州，由文尼察區負責管轄，面積0.17平方公里，海拔高度287米，2001年人口233，人口密度每平方公里1,386.9人。